# Bồn trũng Sông Hồng
Bể trầm tích sông Hồng nằm ở Tây Bắc biển Đông, giữa duyên hải Bắc Trung Bộ Việt Nam và đảo Hải Nam. Bể có diện tích diện tích khoảng 110.000 km vuông, bao gồm toàn bộ vùng lãnh hải của Việt Nam từ Móng Cái đến Quảng Ngãi và phần đất liền thuộc đồng bằng Bắc Bộ của các tỉnh Hưng Yên, Hải Dương, Hải Phòng, Thái Bình và Nam Định. Bề dày trầm tích Cenozoic chỗ sâu nhất lên tới 12 km bao gồm chủ yếu các tập cát, bột, sét nằm xen kẽ nhau. Công tác tìm kiếm thăm dò dầu khí ở đây được tiến hành từ những năm 1960. Đây là dạng bể kéo tách lớn trong bối cảnh rìa lục địa căng giãn, được phát triển dọc theo đới đứt gãy Sông Hồng, đứt gãy này là ranh giới giữa mảng Đông Dương và mảng Dương Tử.

## Bối cảnh địa chất